# Paragehyra gabriellae
Paragehyra gabriellae är en ödla som beskrevs av Nussbaum och Raxworthy 1994. Paragehyra gabriellae ingår i släktet Paragehyra och familjen geckoödlor. IUCN kategoriserar arten globalt som starkt hotad. Inga underarter finns listade i Catalogue of Life.
Arten förekommer på sydöstra Madagaskar. Honor lägger ägg.